# 二相交流

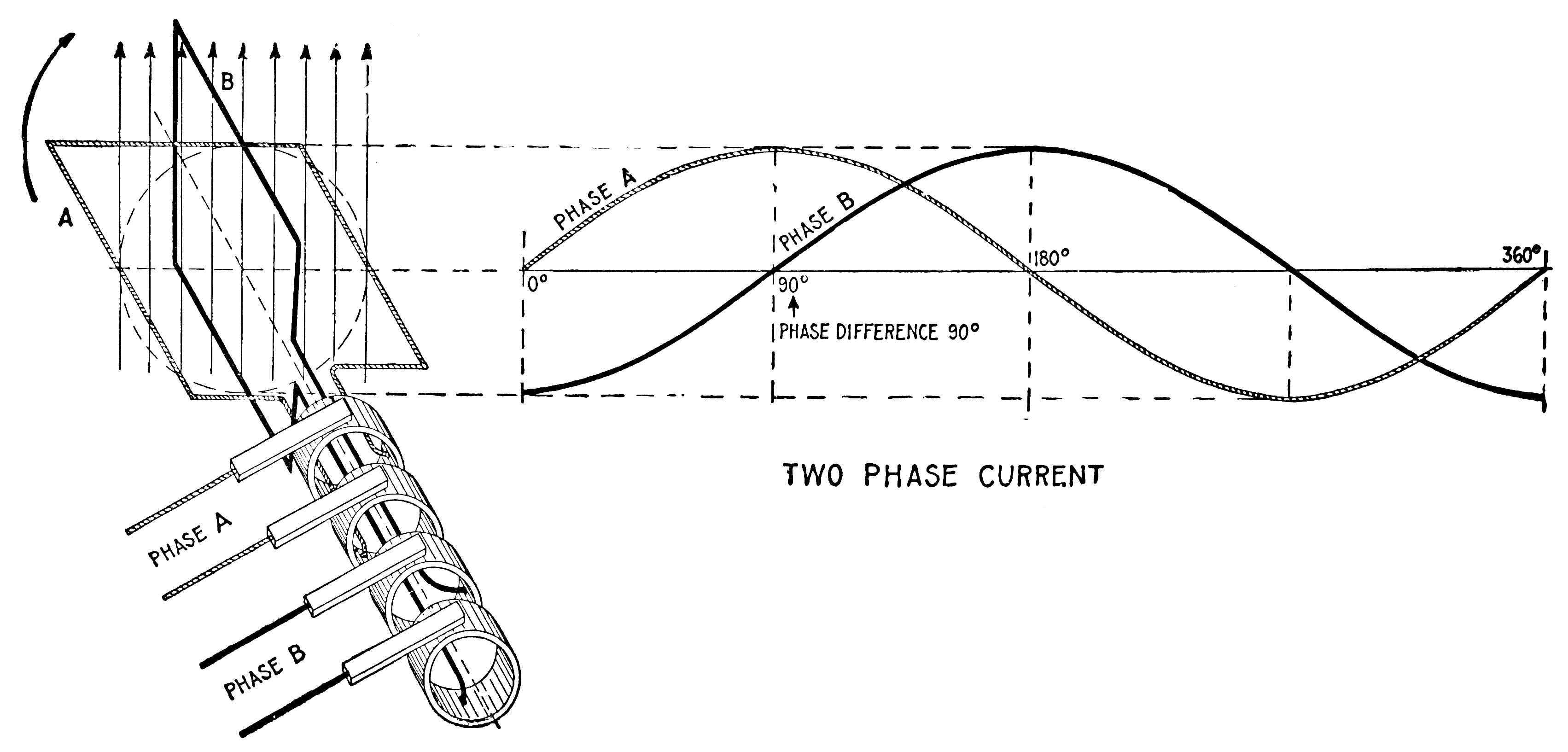
二相交流発電機の簡略図

二相交流（にそうこうりゅう、Two-phase electric power）は、 20世紀初頭の多相交流電気を配電するシステムであり、電圧の位相が90度、つまり1/4周期ずれた2組の交流電気である。通常は、4本の電線で各相の電気を送電するが、1本を共通線にし、3本の電線で送電した場合もある。その時、共通線は、他の電線より太い電線を使用した。初期の二相交流発電機は、2つの回転子と界磁の組合わせを持ち、二相電気を取り出すためにそれぞれの巻き線は並置されていた。1895年にナイアガラの滝にて二相発電機が設置され、それは、当時世界最大であった。21世紀の時点では、二相交流は三相交流に置き換えられ、三相交流から単相交流を作り出す過程での利用や、20世紀に作られた鉄道車両車載機器を除き、産業では使用されていない。

## 単相交流との比較
単相交流に比べて二相交流の利点は、自己始動電動機を単純にすることができることである。初期の電気工学では、交流の位相が完全に分離された二相交流を解析、設計することは容易であった。1918年に対称座標法が発見されるまで多相交流の不均衡な負荷を説明するのに便利な数学のツールは存在しなかった。二相交流により回転磁界を生み出し、電動機を始動することができる。単相交流では、開始手段を追加することにより始動トルクを得られる。二相誘導電動機は、単相用コンデンサー始動式誘導電動と同じような構造をしている。二相誘導電動機は、2つの巻線のインピーダンスは同じであるが、単相用コンデンサー始動式誘導電動は、その2つの巻線のインピーダンスが異なる。単相モータは、始動性能を犠牲にすることなく、コストを低減することができる。実際、いくつかの単相コンデンサ始動型電動機あるいはコンデンサー誘導電動機は、二相あるいは三相誘導電動機より優れた始動特性を有している。

## 三相交流との比較
二相交流（二相4線式）は、三相交流と比較して同じ電圧および電力量を配電するのに多くの導体を必要とする。商業的な配電は、三相交流に置き換えられたが、ある制御システムではいまだに見られる。電気の脈動は、変圧器と電動機にある積層板の磁気化による機械的なノイズと、発動機と電動機にある駆動軸の振動を増加させる傾向にある。
二相電流の回路は、2相4線で構成されている。3本の電線で使用することができるが、各相の共通線は、各相のベクトル和の電流が流れるため太い電線を必要とする。一方、三相交流は、同じ太さの3本の電線で配電することができる。そのため、三相交流の方が必要とする電線の数、線の太さからコスト面から優れている。
2機の単相用変圧器をスコット結線することにより三相交流から二相交流を得ることができる。